# Martha Robles Ortiz
Martha Robles Ortiz (25 de abril de 1962) es una política mexicana, miembro del partido Movimiento Regeneración Nacional (Morena) y con anterioridad del Partido de la Revolución Democrática (PRD). Fue elegida diputada federal para el periodo de 2018 a 2021 y reelegida para el de 2021 a 2024.

## Biografía
Tiene estudios máximos de preparatoria, laboró en las empresas Comercial Mexicana y Sur Promociones. Como luchadora social, ha sido integrante de las organizaciones Unidad Nacional Impulsora de Apoyos y Derechos y Organización Movimiento de Lucha en Ciudad Nezahualcóyotl, estado de México.
De 2000 a 2003 fue jefa de departamento en la dirección de Relaciones Públicas del municipio de Nezahualcóyotl que encabezaba Héctor Miguel Bautista López. De 2003 a 2013 fue coordinadora de Organización del Movimiento de Lucha, de 2008 a 2009 fue secretaria-vocal del VI Consejo Estatal del PRD en el estado de México y de 2013 a 2015 secretaria de Organización y Formación Política del Movimiento de Mujeres del Estado. En 2013 y 2016 participó apoyando candidatos del PRD en el estado de Tlaxcala.
En 2016 dejó el PRD y se unió a Morena, donde de ese año a 2021 ha sido consejera estatal y nacional, y en 2017 representante ante el consejo distrital 41 del Instituto Electoral del Estado de México y coordinadora de Morena en Nezahualcóyotl.
En 2018 fue postulada y elegida diputada federal por el Distrito 29 del estado de México a la LXIV Legislatura que concluyó en 2021. En esta legislatura fue secretaria de la comisión de Derechos de la Niñez y Adolescencia; e integrante de las comisiones de Atención a Grupos Vulnerables; y, de Turismo. En 2021 fue postulada a la reelección por el mismo distrito, triunfando en la elección y siendo nuevamente diputada a la LXV Legislatura que concluyó en 2024. En esta legislatura fue secretaria de la comisión de Derechos de la Niñez y Adolescencia; e integrante de las comisiones de Atención a Grupos Vulnerables; de Derechos Humanos; de Deporte; y, de Igualdad de Género.